# Newsies (musical)
Newsies is een Amerikaanse musical gebaseerd op de gelijknamige film uit 1992. Het scenario van de musical is geschreven door Harvey Fierstein. Een aantal van de nummers uit de film zijn ook in de musical gebruikt. Alan Menken en Jack Feldman schreven voor de musical een aantal nieuwe nummers.
De musical ging op 25 september 2011 in première in het Paper Mill Playhouse in New Jersey. In 2012 verhuisde de productie naar het Nederlander Theatre in Broadway in New York, waar hij werd uitgevoerd tot 2014.
In oktober 2014 ging de eerste Nationale Tour door de Verenigde Staten in première. De tour deed uiteindelijk 65 steden aan. De laatste voorstelling van de tour werd gespeeld op 2 oktober 2016

## Verhaal
Jack en Crutchie zijn twee krantenjongens in het New York van 1899. Elke ochtend voor ze aan het werk gaan, krijgen ze samen met de andere krantenjongens van de nonnen een gratis ontbijt. Samen met een deel andere krantenjongens werken Jack en Crutchie voor Joseph Pulitzer, de baas van de krant "New York World". Wanneer Pulitzer beslist om de prijs die de krantenjongens voor de kranten moeten betalen, te verhogen.
Wanneer Jack en Dave een theatervoorstelling van Medda Larkin, een vriendin van Jack, bezoeken, ontmoet Jack er de jonge journaliste Katherine Plumber. Jack probeert Katherine te versieren, maar ze wijst zijn manoeuvres af. Wanneer de krantenjongens de volgende ochtend het nieuws over de prijsstijging horen, komen ze in opstand. Katherine ziet de opstand gebeuren, is raakt gecharmeerd door de strijd die Jack begint. Al snel ziet ze een kans om bekend te worden, en besluit ze te schrijver over de opstand van de krantenjongens.
De politie probeert de opstand hardhandig te breken, en Crutchie wordt gearresteerd. Voor de Newsies is de maat nu echt vol, en ze beslissing om zelf een krant uit te geven.

## Nummers
Eerste akte
- "Overture" – Orchestra
- "Santa Fe (Prologue)" – Jack en Crutchie
- "Carrying the Banner" – Jack, Newsies en Nuns
- "The Bottom Line" – Pulitzer, Seitz, Bunsen en Hannah
- "That's Rich" – Medda
- "I Never Planned on You/Don't Come A-Knocking" / "I Never Planned on You" – Jack, Katherine en Bowery Beauties
- "The World Will Know" – Jack, Davey, Les en Newsies
- "The World Will Know" (Reprise) – Jack, Davey, Les en Newsies †
- "Watch What Happens" – Katherine
- "Seize the Day" – Davey, Jack, Les en Newsies
- "Santa Fe" – Jack

Tweede akte
- "King of New York" – Davey, Les, Katherine en Newsies
- "Watch What Happens" (Reprise) – Jack, Davey, Katherine en Les
- "The Bottom Line" (Reprise) – Pulitzer, Seitz en Mayor
- "Brooklyn's Here" – Spot Conlon en Newsies
- "Something to Believe In" – Jack en Katherine
- "Seize the Day" (Reprise) – Newsies †
- "Once and for All" – Jack, Davey, Les, Katherine, Darcy, Bill en Newsies
- "Seize the Day" (Reprise) – Davey en Newsies †
- "Finale" – Allen

† Niet aanwezig op de Original Broadway Cast Recording

## Cast
| Character                   | Originele Broadway Cast                                  |
| --------------------------- | -------------------------------------------------------- |
| Jack Kelly                  | Jeremy Jordan                                            |
| Joseph Pulitzer             | John Dossett                                             |
| Katherine Plumber           | Kara Lindsay                                             |
| Medda Larkin                | Capathia Jenkins                                         |
| Davey Jacobs                | Ben Fankhauser                                           |
| Crutchie                    | Andrew Keenan-Bolger                                     |
| Les Jacobs                  | Lewis Grosso Matthew Schechter                           |
| Finch                       | Aaron J. Albano                                          |
| Don Seitz                   | Mark Aldrich                                             |
| Spot Conlon                 | Tommy Bracco                                             |
| Wiesel / Mr. Jacobi / Mayor | John E. Brady                                            |
| Race                        | Ryan Breslin                                             |
| Nunzio / Theodore Roosevelt | Kevin Carolan                                            |
| Henry                       | Kyle Coffman                                             |
| Morris Delancey / Mike      | Mike Faist                                               |
| Oscar Delancey / Ike        | Brendon Stimson                                          |
| Sniper                      | Alex Wong                                                |
| Nuns                        | Julie Foldesi Capathia Jenkins Laurie Veldheer           |
| Albert                      | Garett Hawe                                              |
| Bill                        | Jack Sippel                                              |
| Mush                        | Ephraim Sykes                                            |
| JoJo / Darcy                | Thayne Jasperson                                         |
| Elmer                       | Evan Kasprzak                                            |
| Buttons                     | Jess LeProtto                                            |
| Snyder                      | Stuart Marland                                           |
| Romeo                       | Andy Richardson                                          |
| Specs                       | Ryan Steele                                              |
| Bunsen                      | Nick Sullivan                                            |
| Hannah                      | Laurie Veldheer                                          |
| Smalls                      | Josh Assor                                               |
| Scabs                       | Tommy Bracco Jess LeProtto Alex Wong                     |
| Swings                      | Caitlyn Caughell Michael Fatica Jack Scott Stuart Zagnit |

## Prijzen en nominaties
| Jaar | Award              | Category                                         | Genomineerde                | Uitslag     | Ref   |
| ---- | ------------------ | ------------------------------------------------ | --------------------------- | ----------- | ----- |
| 2012 | Tony Award         | Best Musical                                     | Best Musical                | Genomineerd | [ 1 ] |
| 2012 | Tony Award         | Best Book of a Musical                           | Harvey Fierstein            | Genomineerd | [ 1 ] |
| 2012 | Tony Award         | Best Performance by a Leading Actor in a Musical | Jeremy Jordan               | Genomineerd | [ 1 ] |
| 2012 | Tony Award         | Best Direction of a Musical                      | Jeff Calhoun                | Genomineerd | [ 1 ] |
| 2012 | Tony Award         | Best Choreography                                | Christopher Gattelli        | Gewonnen    | [ 1 ] |
| 2012 | Tony Award         | Best Original Score                              | Alan Menken en Jack Feldman | Gewonnen    | [ 1 ] |
| 2012 | Tony Award         | Best Orchestrations                              | Danny Troob                 | Genomineerd | [ 1 ] |
| 2012 | Tony Award         | Best Scenic Design                               | Tobin Ost en Sven Ortel     | Genomineerd | [ 1 ] |
| 2012 | Drama Desk Award   | Outstanding Musical                              | Outstanding Musical         | Genomineerd | [ 2 ] |
| 2012 | Drama Desk Award   | Outstanding Actor in a Musical                   | Jeremy Jordan               | Genomineerd | [ 2 ] |
| 2012 | Drama Desk Award   | Outstanding Choreography                         | Christopher Gattelli        | Gewonnen    | [ 2 ] |
| 2012 | Drama Desk Award   | Outstanding Music                                | Alan Menken                 | Gewonnen    | [ 2 ] |
| 2012 | Drama Desk Award   | Outstanding Lyrics                               | Jack Feldman                | Genomineerd | [ 2 ] |
| 2012 | Drama Desk Award   | Outstanding Orchestrations                       | Danny Troob                 | Genomineerd | [ 2 ] |
| 2012 | Grammy Award       | Best Musical Theater Album                       | Best Musical Theater Album  | Genomineerd | [ 3 ] |
| 2012 | Young Artist Award | Best Young Actor in Live Theater                 | Lewis Grosso                | Genomineerd | [ 4 ] |

## Captatie
Op 11 september 2016 werd de voorstelling in 'The Hollywood Pantages Theatre' te Los Angeles gecapteerd. Voor de captatie van de voorstelling keerden Jeremy Jordan, Kara Lindsay, Ben Fankhauser en Andrew Keenan-Bolger eenmalig terug om de rol die ze speelden in de Broadway-versie, te hernemen.